# Эбертрам
Эбертра́м (лат. Ebertramus, фр. Ebertram; VII век) — настоятель монастыря Сен-Кантен. Святой (день памяти — 24 января).
Святой Эбертрам был родом из Кутанса, Франция. Ученик святого Бертрана из Люксёя, он проповедовал христианство на севере Франции и во Фландрии вместе со святым Омером. Позже святой Эбертрам стал настоятелем монастыря святого Квентана, что в нынешнем городе Сен-Кантен.